# Геологічний розріз у долині річки Ялпуг
Геологічний розріз у долині річки Ялпуг (рум. Secțiunea geologică din valea râului Ialpug) — пам'ятка природи геологічного або палеонтологічного типу в Гагаузії, Молдова. Розташована в місті Комрат, на лівому схилі долини річки Ялпуг (Комратське лісництво, урочище Комрат-IV, квартал 34, виділ 11). Має площу 5,6 га. Перебуває у віданні Яргаринського державного лісогосподарського підприємства.

## Галерея зображень

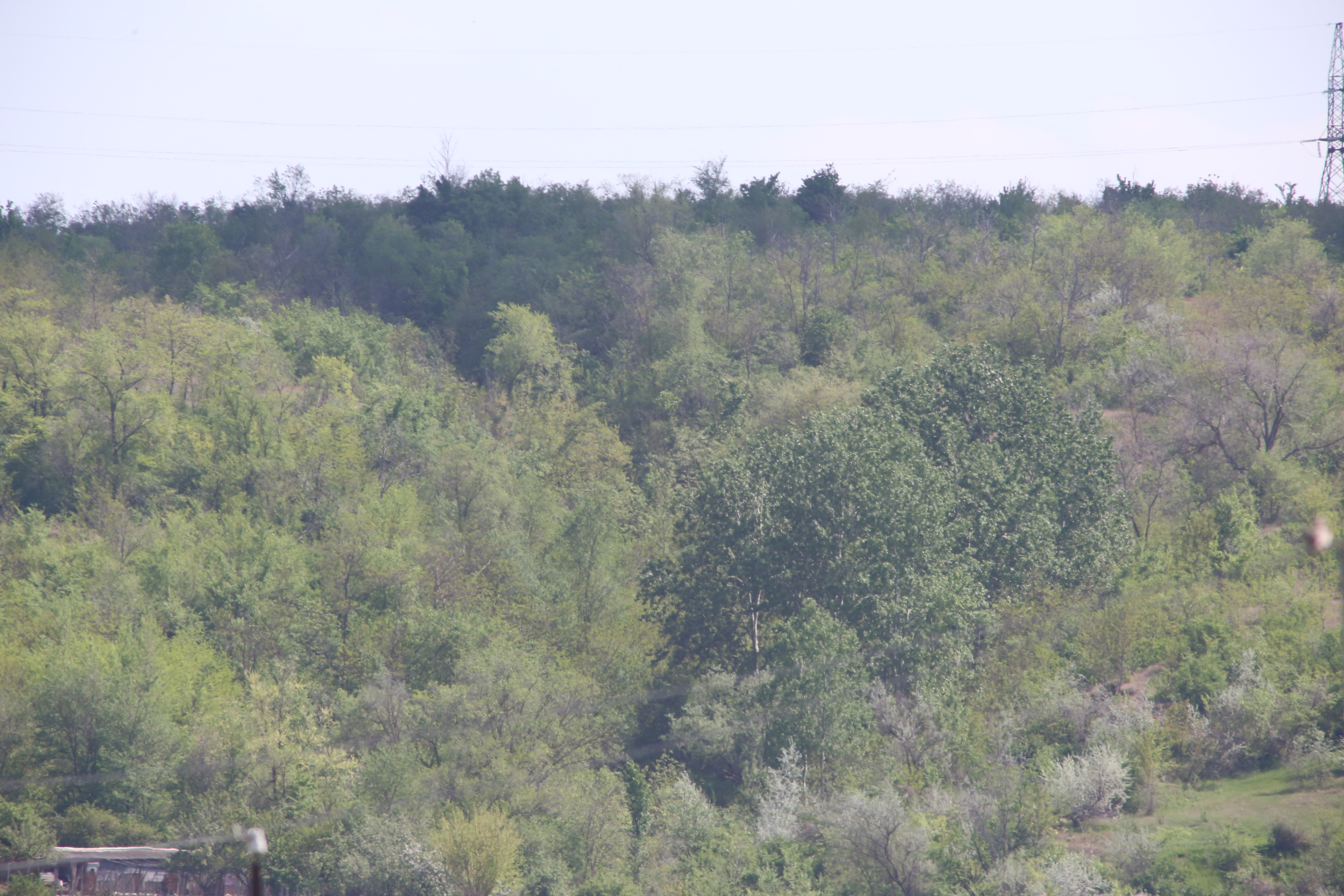
Лісиста місцевість
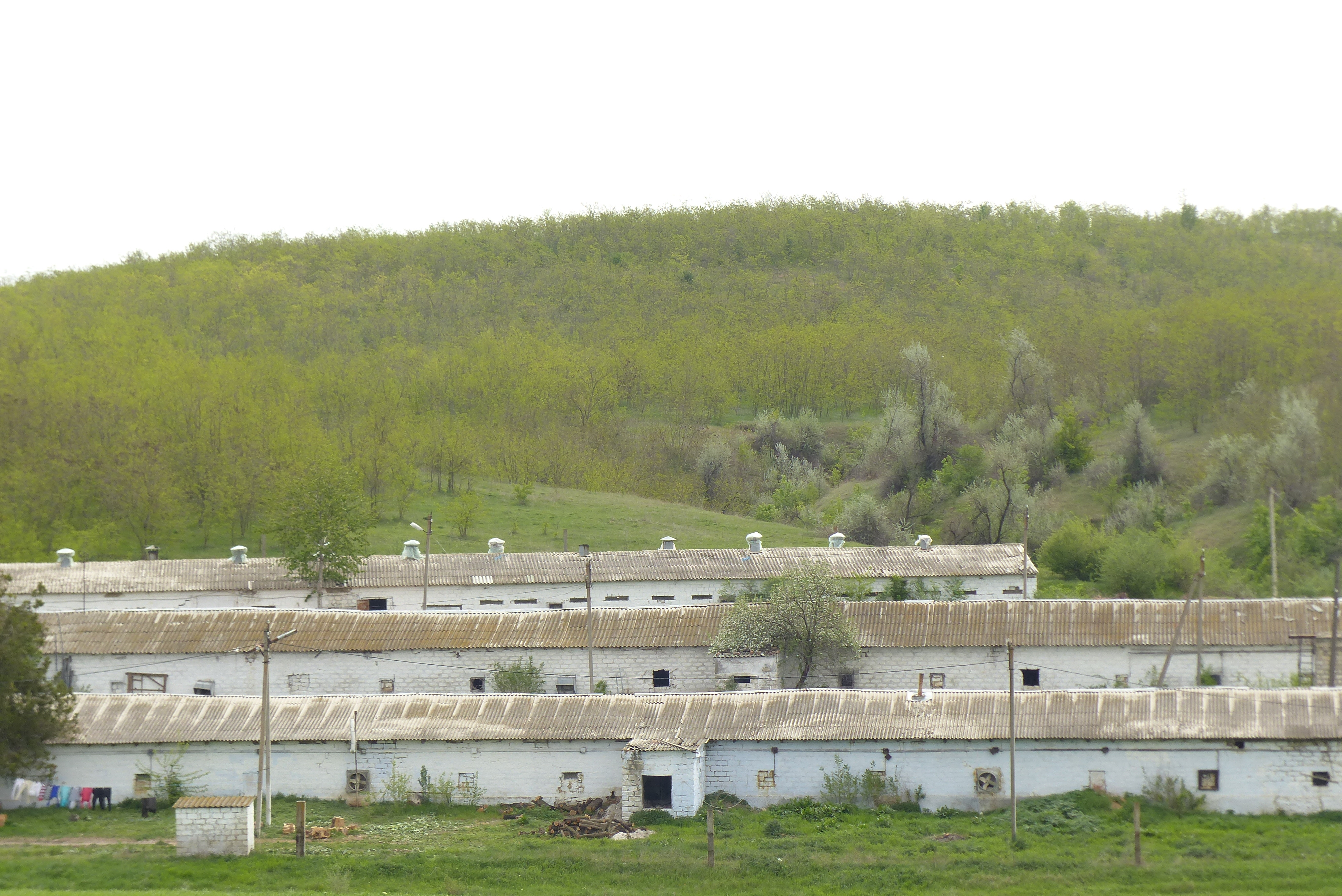
Фермерське господарство біля геологічної пам'ятки